# Phare de St. Peters
Le phare de St. Peters (en anglais : St. Peters Harbour Light) est un phare inactif qui est situé à St. Peter's Bay, dans le Comté de Kings (Province de l'Île-du-Prince-Édouard), au Canada.
Ce phare était géré par la Garde côtière canadienne .
Ce phare patrimonial  est répertorié par la loi sur la protection des phares patrimoniaux (en)  en date du 19 août 2016.

## Histoire
La première station de signalisation datait de 1865. Le phare actuel a été mis en service en 1881 et désactivé en 2008.

## Description
Le phare est une tour pyramidale blanche en bois de 10,4 m de haut, avec galerie suspendue et lanterne octogonale. Il émettait, à une hauteur focale de 10 m, un éclat blanc toutes les 6 secondes. Sa portée nominale était de 18 milles nautiques (environ 33 km).
Identifiant : ARLHS : CAN-479 - ex-Amirauté : H-1164 - ex-NGA : 8032 - ex-CCG : 1044 .

## Caractéristique duFeu maritime
Fréquence : 6 secondes (W)
- Lumière : 1 seconde
- Obscurité : 5 secondes

### Lien connexe
- Liste des phares de l'Île-du-Prince-Édouard